# Motore in linea

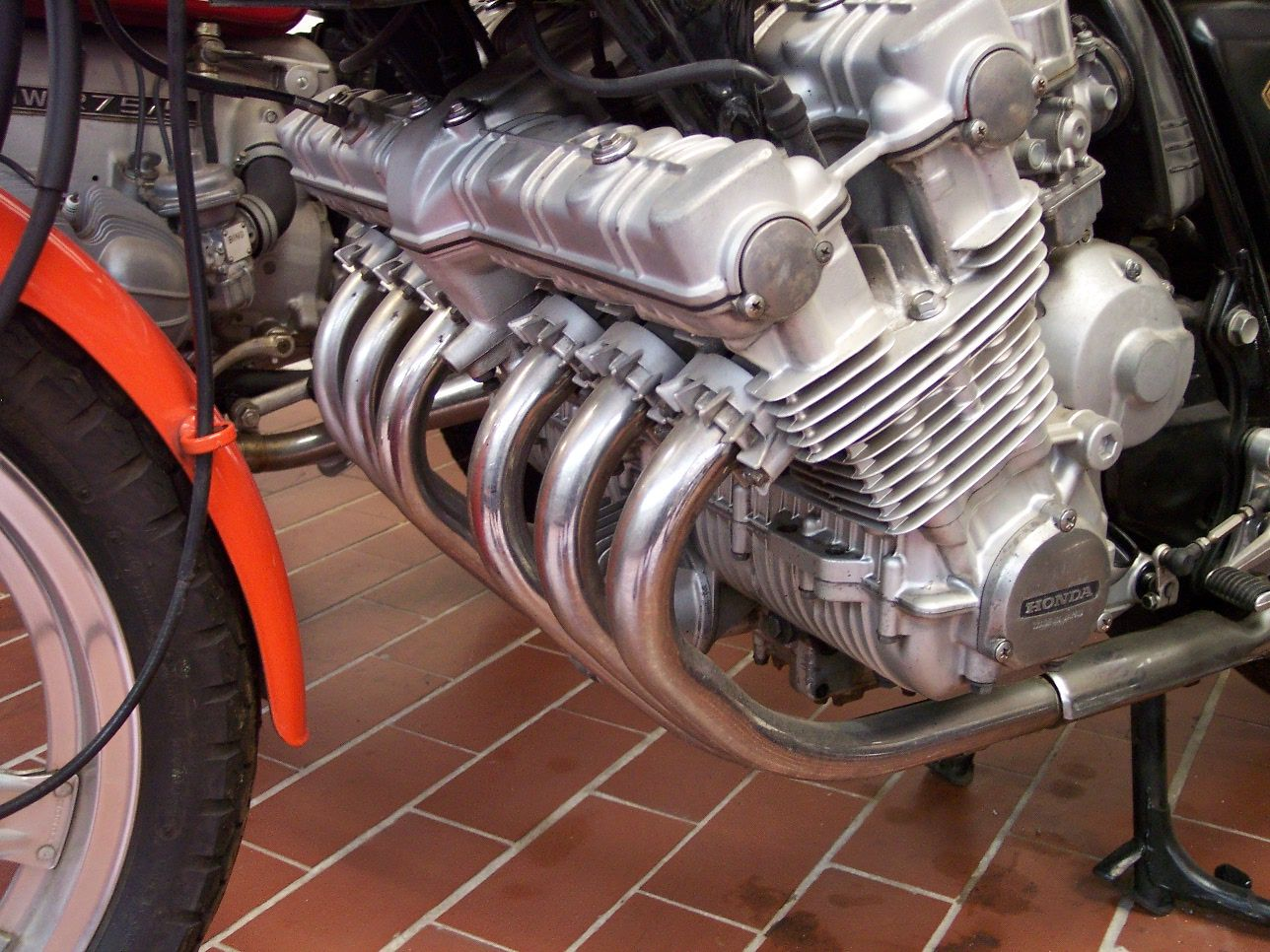
Motore in linea esacilindrico della Honda CBX 1000

I motori in linea sono quei motori a combustione interna nei quali i cilindri sono disposti a formare una sola linea. Questo tipo di motori attualmente rappresenta la grande maggioranza dei motori automobilistici.

## Configurazione
Di solito per questo uso i motori più utilizzati sono quelli con quattro o con sei cilindri, anche se questi ultimi stanno perdendo terreno a favore dei motori a V, non mancano comunque motori in linea con un numero diverso di cilindri: per esempio la Volvo, l'Audi e la Volkswagen e Fiat hanno prodotto motori a cinque cilindri.
In alcuni casi il motore viene montato non verticalmente ma inclinandolo di un certo numero di gradi verso una direzione, la casa automobilistica Chrysler divenne famosa negli anni '60 e '70 per l'utilizzo di questo sistema di montaggio. Anche la Honda sulla sua S2000 monta i motori in questo modo, mentre inclinandolo completamente di 90° questo motore prende la denominazione di motore a sogliola.

## Vantaggi
I vantaggi del motore in linea derivano dalla:
- Facilità di costruzione, con una singola fusione si può realizzare l'intero monoblocco che ospiterà i cilindri. Per l'intero motore è sufficiente un solo albero a camme e una sola testata, inoltre la disposizione stessa dei cilindri facilita l'impiego del raffreddamento a liquido

## Svantaggi
Gli svantaggi sono rappresentati da:
- Maggiore lunghezza e altezza, a parità di cilindri, rispetto a motori con diverse configurazioni, in altre parole i motori in linea di solito occupano un volume maggiore.
- I motori in linea necessitano quasi sempre di un controalbero di bilanciamento per diminuire le vibrazioni causate dal ciclo di combustione dei pistoni.

## Disposizione
I cilindri in un motore in linea possono essere disposti sia nel verso di marcia, disposizione longitudinale, oppure frontemarcia, disposizione trasversale rispetto al senso di marcia e quest'ultima disposizione è molto utilizzata nei motori pluricilindrici motociclistici.
Sulle autovetture la disposizione longitudinale o frontemarcia è talvolta condizionata dal sistema di trazione (anteriore, posteriore o integrale) e relativa disposizione degli apparati di riduzione e trasmissione.